# راستي جوينر
راستي جوينر (بالإنجليزية: Rusty Joiner)‏ هو عارض وممثل أمريكي، ولد في 11 ديسمبر 1972 في الولايات المتحدة.

## أعمال

### أفلام
- (2007)  الانقراض[4]

## وصلات خارجية
- راستي جوينر على موقع IMDb (الإنجليزية)
- راستي جوينر على موقع ألو سيني (الفرنسية)
- راستي جوينر على موقع أول موفي (الإنجليزية)
- راستي جوينر على موقع قاعدة بيانات الفيلم (الإنجليزية)
- راستي جوينر على موقع كينوبويسك (الروسية)